# Mádhuri Díksit
Mádhuri Díksit (Maráthi: माधुरी दीक्षित) kiejtés: [maːd̪ʱʊriː d̪ɪkʂɪt] [d̪ɪkʃɪt]) (Mádhuri Sankar Díkszit, Mumbai, 1967. május 15. –) indiai színésznő.

## Filmek
| Cím                      | Év   | Szerep                                           | Megjegyzés                                        |
| ------------------------ | ---- | ------------------------------------------------ | ------------------------------------------------- |
| Hum Tumhare Hain Sanam   | 2002 | Radha                                            |                                                   |
| Lajja                    | 2001 | Janki                                            | Nominated, Filmfare Best Supporting Actress Award |
| Yeh Raaste Hain Pyaar Ke | 2001 | Neha                                             |                                                   |
| Gaja Gamini              | 2000 | Gaja Gamini/Sangita/ Shakuntala/Monika/Mona Lisa |                                                   |
| Pukar                    | 2000 | Anjali                                           | Nominated, Filmfare Best Actress Award            |
| Aarzoo                   | 1999 | Pooja                                            |                                                   |
| Wajood                   | 1998 | Apoorva Choudhury                                |                                                   |
| Bade Miyan Chhote Miyan  | 1998 | Herself                                          | Special appearance                                |
| Dil to págal hai         | 1997 | Pooja                                            | Winner, Filmfare Best Actress Award               |
| Mohabbat                 | 1997 | Shweta Sharma                                    |                                                   |
| Mrityudand               | 1997 | Phoolva                                          |                                                   |
| Mahaanta                 | 1997 | Jenny Pinto                                      |                                                   |
| Koyla                    | 1997 | Gauri                                            |                                                   |
| Paapi Devta              | 1996 |                                                  |                                                   |
| Prem Granth              | 1996 | Kajri                                            |                                                   |
| Rajkumar                 | 1996 | Rajkumari Vishaka                                |                                                   |
| Yaarana                  | 1995 | Lalita/Shikha                                    | Nominated, Filmfare Best Actress Award            |
| Raja                     | 1995 | Madhu Garhwal                                    | Nominated, Filmfare Best Actress Award            |
| Hum Aapke Hain Koun…!    | 1994 | Nisha Choudhury                                  | Winner, Filmfare Best Actress Award               |
| Anjaam                   | 1994 | Shivani Chopra                                   | Nominated, Filmfare Best Actress Award            |
| Aansoo Bane Angaray      | 1993 |                                                  |                                                   |
| Dil Tera Aashiq          | 1993 | Sonia Khanna/Savitri Devi                        |                                                   |
| Phool                    | 1993 |                                                  |                                                   |
| Khalnayak                | 1993 | Ganga (Gangotri Devi)                            | Nominated, Filmfare Best Actress Award            |
| Sahibaan                 | 1993 | Sahibaan                                         |                                                   |
| Dharavi                  | 1993 | Dreamgirl                                        |                                                   |
| Sangeet                  | 1992 |                                                  |                                                   |
| Khel                     | 1992 | Seema/Jhari Bhuti                                |                                                   |
| Prem Deewane             | 1992 | Shivangi Mehra                                   |                                                   |
| Zindagi Ek Juaa          | 1992 | Juhi                                             |                                                   |
| Beta                     | 1992 | Saraswati                                        | Winner, Filmfare Best Actress Award               |
| Prahaar                  | 1991 | Shirley                                          |                                                   |
| Saajan                   | 1991 | Pooja                                            | Nominated, Filmfare Best Actress Award            |
| Pratikaar                | 1991 | Madhu                                            |                                                   |
| 100 Days                 | 1991 | Devi                                             |                                                   |
| Khilaaf                  | 1991 | Sweta                                            |                                                   |
| Pyaar Ka Devata          | 1991 | Devi                                             |                                                   |
| Thanedaar                | 1990 | Chanda                                           |                                                   |
| Jamai Raja               | 1990 | Rekha                                            |                                                   |
| Sailaab                  | 1990 | Dr. Sushma                                       |                                                   |
| Jeevan Ek Sangharsh      | 1990 | Madhu Sen                                        |                                                   |
| Deewana Mujh Sa Nahin    | 1990 | Anita                                            |                                                   |
| Dil                      | 1990 | Madhu Mehra                                      | Winner, Filmfare Best Actress Award               |
| Izzatdaar                | 1990 |                                                  |                                                   |
| Kishen Kanhaiya          | 1990 | Anju                                             |                                                   |
| Maha Sangram             | 1990 |                                                  |                                                   |
| Paap Ka Anth             | 1989 |                                                  |                                                   |
| Parinda                  | 1989 | Paro                                             | India's official entry to the Oscars              |
| Kanoon Apna Apna         | 1989 | Bharathi                                         |                                                   |
| Tridev                   | 1989 | Divya Mathur                                     |                                                   |
| Mujrim                   | 1989 | Sonia                                            |                                                   |
| Ilaaka                   | 1989 | Vidya                                            |                                                   |
| Prem Pratigyaa           | 1989 | Laxmi                                            | Nominated, Filmfare Best Actress Award            |
| Ram Lakhan               | 1989 | Radha                                            |                                                   |
| Vardi                    | 1989 | Jaya                                             |                                                   |
| Tezaab                   | 1988 | Mohini                                           | Nominated, Filmfare Best Actress Award            |
| Dayavan                  | 1988 | Neela Velhu                                      |                                                   |
| Khatron Ke Khiladi       | 1988 | Kavita                                           |                                                   |
| Mohre                    | 1988 |                                                  |                                                   |
| Uttar Dakshin            | 1987 |                                                  |                                                   |
| Hifazat                  | 1987 | Janki                                            |                                                   |
| Swati                    | 1986 |                                                  |                                                   |
| Awara Baap               | 1985 |                                                  |                                                   |
| Abodh                    | 1984 |                                                  |                                                   |

## Díjak
- 1990, Filmfare Best Actress Award, Dil.
- 1992, Filmfare Best Actress Award, Beta.
- 1994, Filmfare Best Actress Award, Hum Aapke Hain Kaun.
- 1997, Filmfare Best Actress Award, Dil to págal hai.
- 2002, Filmfare Best Supporting Actress Award, Devdas.

## Külső hivatkozások
- Mádhuri Díksit a Facebookon
- Mádhuri Díksit a PORT.hu-n (magyarul)
- Mádhuri Díksit az Internet Movie Database-ben (angolul)
- Mádhuri Díksit a Rotten Tomatoeson (angolul)
- Madhuri Dixit Webpage  Archiválva 2021. január 26-i dátummal a Wayback Machine-ben
- Madhuri Dixit official webpage  Archiválva 2006. december 13-i dátummal a Wayback Machine-ben

1. ↑  Német Nemzeti Könyvtár: Integrált katalógustár (Németország) (német nyelven). Integrált katalógustár (Németország) . (Hozzáférés: 2014. december 12.)
2. ↑  ABP News (hindi nyelven)